# Апреміласт
Апреміласт (англ. Apremilast), відомий під торговою назвою Отезла та низкою інших торгових назв — лікарський препарат, який застосовується для лікування псоріазу та псоріатичного артриту. Препарат також може застосовуватися для лікування інших системних імунних захворювань. Апреміласт є селективним інгібітором фосфодіестерази-4, та інгібує спонтанну продукцію фактору некрозу пухлини в уражених ревматичним процесом клітинах синовіальної оболонки суглобів. Апреміласт застосовується перорально.

## Медичне застосування
Апреміласт схвалений у США для лікування дорослих з активним псоріатичним артритом, хворим із важким бляшковим псоріазом, які є кандидатами на лікування фототерапією або застосування системних препаратів, та для дорослих із хворобою Бехчета, які мають виразковий стоматит.
У Європейському Союзі апреміласт застосовується окремо або в комбінації з хворобо-модифікуючими протиревматичними препаратами для лікування активного псоріатичного артриту у дорослих, які мали неадекватну відповідь або у яких зареєстрована непереносимість попередньої терапії хворобо-модифікуючими протиревматичними препаратами. Препарат також показаний для лікування помірного та тяжкого хронічного бляшкового псоріазу у дорослих, які не реагують на інші системні препарати, або в яких є протипоказання або непереносимість інших системних методів лікування, включаючи циклоспорин, метотрексат або псорален та ультрафіолетове випромінювання.

## Протипоказання
У Європейському Союзі апреміласт протипоказаний при вагітності, оскільки в мишей та мавп, які отримували дуже високі дози препарату, зареєстровано випадки викиднів та інших проблем з вагітністю. У США його можна використовувати у вагітних, якщо потенційна користь виправдовує потенційний ризик для плода.

## Побічні ефекти

### Діарея і блювання
Діарея виникає приблизно у 25 % осіб, які приймають апреміласт. Зазвичай виражені побічні явища з боку травної системи з'являються протягом перших кількох тижнів лікування.

### Психічні порушення
При застосуванні апреміласту можуть виникнути депресія, суїцидальні думки, та інші зміни настрою.

### Зниження ваги тіла
Зареєстровані випадки зниження ваги тіла, пов'язані з прийомом апреміласту. У звітах щодо результатів клінічних досліджень було зареєстровано зниження маси тіла на 5–10 % у 10 % хворих, які приймали апреміласт (порівняно з 3,3 % хворих, які приймали плацебо).

### Інші побічні ефекти
Інші найбільш поширені, зазвичай легкі та помірні побічні ефекти, зареєстровані при прийомі апреміласту, включають головний біль, біль у спині, нудоту, втому, назофарингіт та інфекції верхніх дихальних шляхів.

## Взаємодія з іншими лікарськими засобами
У дослідженнях показано, що одночасне застосування потужних індукторів ферменту цитохрому Р-450 знижує концентрацію апреміласту, і може призвести до зниження або втрати ефективності препарату. З цієї причини не рекомендоване одночасне застосування препарату з сильними індукторами цитохрому P-450, в тому числі рифампіцином, фенобарбіталом, карбамазепіном, фенітоїном, і звіробоєм.

## Фармакологія

### Механізм дії
Апреміласт є низькомолекулярним інгібітором фосфодіестерази-4 — ферменту, який розщеплює циклічний аденозинмонофосфат. У запальних клітинах фосфодіестераза-4 є домінуючим ферментом, відповідальним за цю реакцію. Підвищення рівня циклічного аденозинмонофосфату в результаті знижує експресію низки прозапальних факторів, зокрема фактору некрозу пухлини альфа, інтерлейкіну-17, інтерлейкіну-23 та ряду інших, і посилює експресію протизапального інтерлейкіну-10. На моделях артриту інтерлейкіни in vivo IL-12 та IL-23p40 були окремо визначені як замаскована мішень апреміласту. Важливість цих окремих факторів для клінічного ефекту апреміласту ще не зрозуміла.

### Фармакокінетика
Апреміласт добре всмоктується з кишечника (на 73 %), незалежно від прийому їжі, і досягає максимальної концентрації у плазмі крові через 2,5 години після прийому. Зв'язування з білками плазми крові становить 68 %. Препарат метаболізується в печінці, головним чином за участю ферменту CYP3A4, але незначною мірою за участю CYP1A2 і CYP2A6. Основним метаболітом апреміласту є О-десметилапреміласт глюкуронід. Період напіввиведення препарату становить 6-9 годин. Апреміласт виводиться нирками (58 %) та калом (39 %), переважно у вигляді метаболітів. Лише 3 % вихідної речовини виявляється в сечі, й 7 % у калі.

## Хімічні властивості
Апреміласт є похідним фталіміду. Він є білим або блідо-жовтим, не гігроскопічним, порошком, який практично не розчиняється у воді та буферних розчинах у широкому діапазоні pH, але розчиняється у ліпофільних розчинниках, зокрема ацетоні, ацетонітрилі, бутаноні, дихлорметані та тетрагідрофурані.
In vitro апреміласт знижує активність фосфодіестерази-4, що призводить до підвищення концентрації циклічного аденозинмонофосфату в імунних і неімунних клітинах, та часткового пригнічення продукції багатьох прозапальних цитокінів, зокрема як TNF-α, IFN-γ IL2, IL12 та IL23, та підвищення продукції протизапального цитокіну IL10. Активність апреміласту щодо інгібування продукції TNF-α близька до такої в леналідоміду.
Компанія «Celgene» повідомила про 7 видів кристалічних форм апреміласту — A, B, C, D, E, F і G — і вважає, що кристалічна форма B є найбільш термодинамічно стабільною безводною формою. Однак компанія «Utopharm» повідомила про іншу термодинамічно стабільнішу безводну кристалічну форму II, яка на її думку є стабільнішою, ніж кристалічна форма B.

## Доступність препарату
Апреміласт під торговою назвою «Отезла» доступний у США, але відпускається тільки через мережу спеціалізованих аптек. Орієнтовна оптова ціна препарату становить 22,5 тисяч доларів США за рік лікування. В Австрії препарат доступний у всіх аптеках, а рік лікування коштує за медичною страховкою близько 11 тисяч євро. В Індії препарат доступний у всіх аптеках, а рік лікування коштує близько 22 тисячі рупій. Компанія «Celgene» забезпечила доступність апреміласту під торговою назвою «Otezla» у Великій Британії з травня 2021 року.

## Історія створення
Апреміласт схвалений Управлінням з продовольства і медикаментів США (FDA) у 2014 році для лікування дорослих з активним псоріатичним артритом і бляшковим псоріазом середнього та тяжкого ступеня, та схвалений у 2019 році для лікування виразок ротової порожнини, спричинених хворобою Бехчета. Апреміласт застосовується перорально.
Апреміласт схвалений для використання в Європейському Союзі в січні 2015 року.
У 2019 році компанія «Amgen» придбала права на апреміласт у компанії «Celgene» за 13,4 мільярда доларів США.
У 2020 році торгова марка апреміласту «Отезла» заробила 2,2 мільярда доларів для компанії «Amgen».